# Czadyjskie Siły Powietrzne

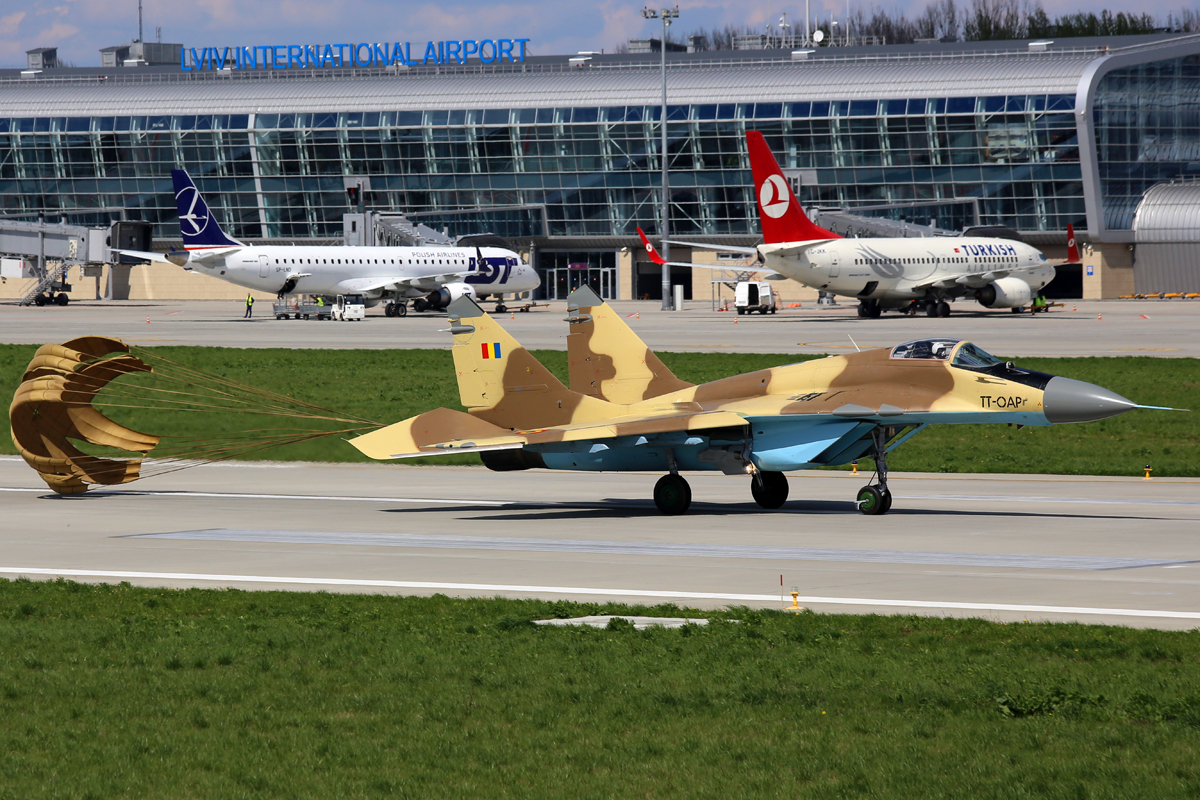
MiG-29 w barwach Czadyjskich Sił Powietrznych

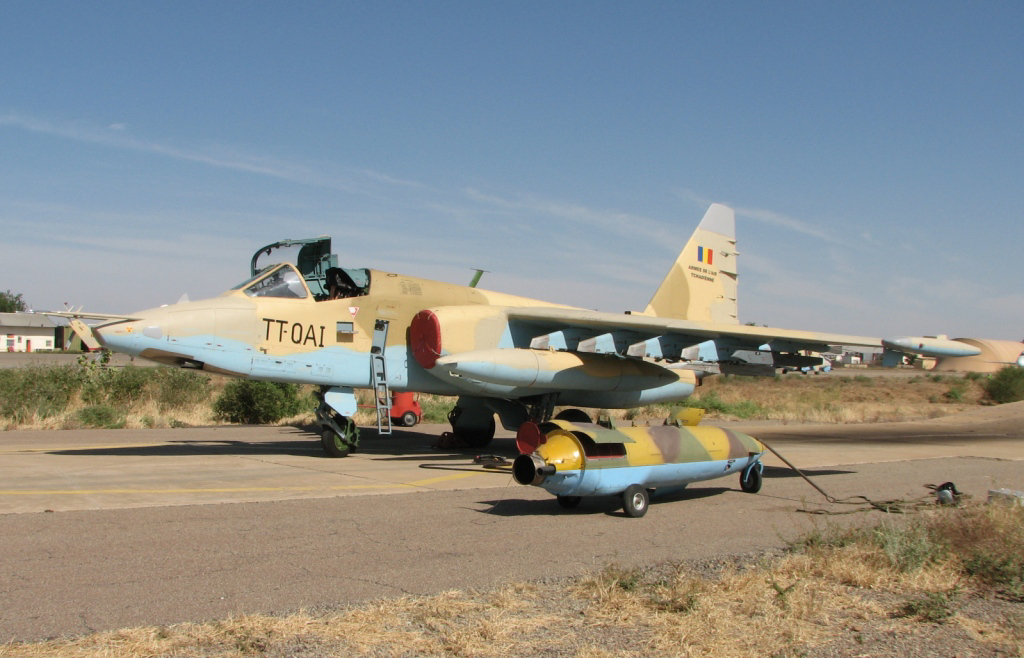
Czadyjski Su-25

Siły powietrzne Czadu (fr. Force Aériene Tchadienne) utworzone zostały w 1961 r. 
Początkowo w czadyjskim lotnictwie wojskowym służyło ok. 100 osób, natomiast park maszynowy obejmował jeden samolot transportowy Douglas DC-3, trzy lekkie samoloty obserwacyjne oraz dwa helikoptery.
W 1973 r. dokonano reorganizacji czadyjskich sił zbrojnych, w tym także lotnictwa. Personel zwiększono do 200 osób. Do służby weszły samoloty C-47 (początkowo trzy, od połowy lat 70. trzynaście), trzy lekkie samoloty transportowe oraz jeden helikopter, wszystkie serwisowane we francuskiej bazie wojskowej w Ndżamenie. W tym czasie niemal wszyscy służący w czadyjskich siłach powietrznych piloci mieli francuskie pochodzenie.
W 1976 r. Czad otrzymał z Francji 7 samolotów Douglas AD Skyraider, które były następnie wykorzystywane do walk przeciwko lokalnym ugrupowaniom rebelianckim do 1987 r.
1 lipca 2017 roku nad lotniskiem w stolicy przeszedł huragan, który spowodował uszkodzenia i straty w wyposażeniu. Jeden lekko oraz trzy ciężko uszkodzone zostały trzy śmigłowce AS550. Średnie uszkodzenia poniosły Pilatus PC-12 oraz dwa samoloty Su-25 i jeden MiG-29, na który zawalił się namiot hangaru w którym stał. Samo lotnisko również poniosło straty infrastruktury. Zniszczone zostało między innymi: namioty i hangary stałe, oświetlenie płyt i stoisk postojowych oraz maszt telekomunikacyjny.
W skład sił zbrojnych wchodziły 2 bombowce Tu-22 Blinder i 11 lekkich szturmowców Aero L-39 Albatros, 3 śmigłowce Mi-24 Hind oraz kilka jednostek szkoleniowo-treningowych Marchetti SF-260W Warrior - wszystkie zdobyczne samoloty oprócz SF-260W sprzedano. Obecnie dysponują 2 samolotami typu SF-260W i 2 samolotami Pilatus PC-7 Turbo-Trainer. Pozostałe samoloty - CASA C-212 Aviocar i Lockheed C-130 Hercules używane są do zadań transportowych.
Czadyjskie lotnictwo wojskowe wykorzystuje do swych celów część lotniska w Ndżamenie. Z lotniska tego korzysta również francuski garnizon wojskowy.

## Wyposażenie
| Samolot                   | Kraj pochodzenia  | Typ                     | Wersje                  | W służbie | Uwagi                                                                     |
| ------------------------- | ----------------- | ----------------------- | ----------------------- | --------- | ------------------------------------------------------------------------- |
| MiG-29                    | Ukraina           | myśliwiec               | MiG-29 9-13             | 1         |                                                                           |
| Su-25                     | Ukraina           | szturmowy               | Su-25 Su-25 UB          | 4 2       | [ 4 ]                                                                     |
| An-26                     | Ukraina           | transportowy            |                         | 1         |                                                                           |
| Alenia C-27J Spartan      | Włochy            | transportowy            |                         | 2         | Zamówiono 2 egzemplarze w 2013 roku które dostarczono w latach 2013-2014. |
| Lockheed C-130 Hercules   | Stany Zjednoczone | transportowy            | C-130A C-130H C-130H-30 | 1         |                                                                           |
| Mil Mi-8/17               | Rosja             | śmigłowiec transportowy | Mi-8 Mi-17              | 2         |                                                                           |
| Mi-24                     | Ukraina           | śmigłowiec szturmowy    | Mi-24                   | 2         |                                                                           |
| Mi-35                     | Rosja             | śmigłowiec szturmowy    | Mi-35                   | 4         |                                                                           |
| Aérospatiale Alouette III | Francja           | śmigłowiec              | SA 316                  | 2         |                                                                           |
| Pilatus PC-6              | Szwajcaria        | transportowy            |                         | 2         |                                                                           |
| Pilatus PC-7              | Szwajcaria        | treningowy              |                         | 2         |                                                                           |
| Pilatus PC-9              | Szwajcaria        | treningowy              |                         | 1         |                                                                           |
| Aermacchi SF-260          | Włochy            | treningowy              | SF-260W                 | 2         | reszta z 9 przejętych libijskich                                          |
| Reims F337                | Francja           | awionetka               |                         | 2         | licencyjna Cessna Skymaster                                               |